# Медаль абака
Медаль абака (англ. IMU Abacus Medal, до 2022 року — премія Неванлінни, англ. Rolf Nevanlinna Prize) — нагорода за видатні досягнення молодих математиків у галузі інформатики або обчислювальної математики. Присуджується раз на 4 роки на Міжнародному конгресі математиків. Заснована в 1981 році і названа в пам'ять про ректора Гельсінського університету і президента Міжнародного математичного союзу, фінського математика Рольфа Неванлінни, який помер за рік до того.
Премія включає грошову винагороду (10000 євро) і золоту медаль із профілем Неванлінни, на обідку якої викарбувано ім'я лауреата.
Від 2022 року, згідно з рішенням Міжнародного математичного союзу, ця нагорода називається «Медаль абака».

## Список лауреатів
| Год  | Ім'я лауреата           | Громадянство    |
| ---- | ----------------------- | --------------- |
| 1982 | Роберт Андре Тарджан    | США             |
| 1986 | Леслі Велієнт           | Велика Британія |
| 1990 | Олександр Разборов      | Росія           |
| 1994 | Аві Вігдерсон           | Ізраїль         |
| 1998 | Пітер Шор               | США             |
| 2002 | Мадху Судан             | Індія США       |
| 2006 | Джон Клейнберг          | США             |
| 2010 | Деніел Спілмен          | США             |
| 2014 | Субхаш Хот              | Індія США       |
| 2018 | Константінос Даскалакіс | Греція          |
| 2022 | Марк Браверман          | Ізраїль         |